# LETA
LETA er det nationale nyhedsbureau i Letland med hovedkontor i hovedstaden Riga. Nyhedsbureauet blev grundlagt som Latopress den 4. marts 1919 under den første samling af den lettiske regering. Letlands Telegraf Agentur (LETA) grundlagdes den 5. maj 1920 efter en omorganisering af Latopress.
I 1940, da den sovjetiske okkupation af Letland begyndte, blev LETA underlagt det statslige sovjetiske nyhedsbureau TASS, en status den skulle beholde indtil Letland genvandt sin uafhængighed i 1991. Fra 1971 var nyhedsagenturet bedre kendt som Latinform. Under 2. verdenskrig og den tyske okkupation af Letland var LETA underlagt det tyske nyhedsagentur DNB. LETA blev privatiseret i 1997.